# جواریس کریتنتون
جواریس کریتنتون (انگلیسی: Javaris Crittenton؛ زادهٔ ۳۱ دسامبر ۱۹۸۷) بازیکن بسکتبال اهل ایالات متحده آمریکا است.

## فعالیت ورزشی

### باشگاهی
از باشگاه‌هایی که در آن بازی کرده‌است می‌توان به ممفیس گریزلیز، واشینگتن ویزاردز، و لس آنجلس لیکرز اشاره کرد.